# Le Roi des Zôtres
Le Roi des Zôtres est le 17e album des aventures d'Achille Talon, sorti en 1977. 
Il s'agit d'une longue aventure dans laquelle Talon apprend qu'il est devenu, par le truchement d'une lointaine parenté, le nouveau roi du Zôtrland, un pays de style germanique en proie à de nombreuses rébellions et guerres civiles. Il va tout faire pour faire revenir le « vrai » prétendant au trône, et pour cela, tentera de se rendre le plus impopulaire possible, ce qui ne sera pas très difficile.
Greg utilise pour cet album les caractéristiques d'une romance ruritanienne, genre qu'il avait déjà utilisé pour écrire le scénario de QRN sur Bretzelburg.